# Municipio de Wacousta
El municipio de Wacousta (en inglés: Wacousta Township) es un municipio ubicado en el condado de Humboldt en el estado estadounidense de Iowa. En el año 2010 tenía una población de 191 habitantes y una densidad poblacional de 2,01 personas por km².

## Geografía
El municipio de Wacousta se encuentra ubicado en las coordenadas 42°52′13″N 94°21′52″O / 42.87028, -94.36444. Según la Oficina del Censo de los Estados Unidos, el municipio tiene una superficie total de 94.79 km², de la cual 94,74 km² corresponden a tierra firme y (0,05 %) 0,05 km² es agua.

## Demografía
Según el censo de 2010, había 191 personas residiendo en el municipio de Wacousta. La densidad de población era de 2,01 hab./km². De los 191 habitantes, el municipio de Wacousta estaba compuesto por el 97,38 % blancos y el 2,62 % eran de una mezcla de razas. Del total de la población el 1,05 % eran hispanos o latinos de cualquier raza.